# Władysław Melanowski
Władysław Henryk Melanowski (ur. 22 czerwca 1888 w Warszawie, zm. 19 lutego 1974 tamże) – polski lekarz-okulista, profesor i kierownik Katedry i Kliniki Okulistycznej w Uniwersytecie Warszawskim, dyrektor Instytutu Oftalmicznego, autor ponad 250 prac naukowych.

## Życiorys

### Dzieciństwo i młodość
Urodził się w warszawskiej mieszczańskiej rodzinie Kacpra (zm. 1895), pracownika fabryki noży W. Bieńkowskiego, i Wiktorii z Ziemińskich (zm. 1906); miał brata Czesława i siostrę Wiktorię. Po śmierci Kacpra Melanowskiego matka wyszła ponownie za mąż za Kacpra Rękawek. Z tego związku urodził się przyrodni brat Władysława - Romuald noszący później nazwisko Romicki (pracownik naukowy Politechniki Warszawskiej).
W latach 1897–1905 Władysław Melanowski uczęszczał do II Gimnazjum w Warszawie. W 1905 roku uczestniczył w strajku szkolnym (w tym czasie zmarł jego ojczym). Przez następne 1,5 roku uczył się w prywatnej szkole polskiej generała Pawła Chrzanowskiego. Po śmierci matki dziećmi opiekował się stryj, Antoni Melanowski. Władysław Melanowski uzyskał maturę w 1907 roku jako ekstern w Akermanie, a następnie dostał stypendium rządu carskiego i odbył studia medyczne na Uniwersytecie Św. Włodzimierza w Kijowie, uzyskując dyplom lekarza (16 października 1912).

### Lata 1912–1918
Pracę lekarza Melanowski rozpoczął od wolontariatu w klinice chirurgicznej M. Wołkowicza w Kijowie, a następnie pracował w obwodzie semipałatyńskim w zachodniej Syberii. W czasie I wojny światowej, w 1914 roku, został powołany do wojska rosyjskiego i jako kapitan-lekarz przebywał w guberni tobolskiej (1,5 roku) i w Omsku, gdzie zajął się okulistyką. Związał się tam z polskimi wygnańcami i działał w Towarzystwie Pomocy Ofiarom Wojny (był wiceprezesem i prezesem oddziału towarzystwa).

### Lata 1918–1939

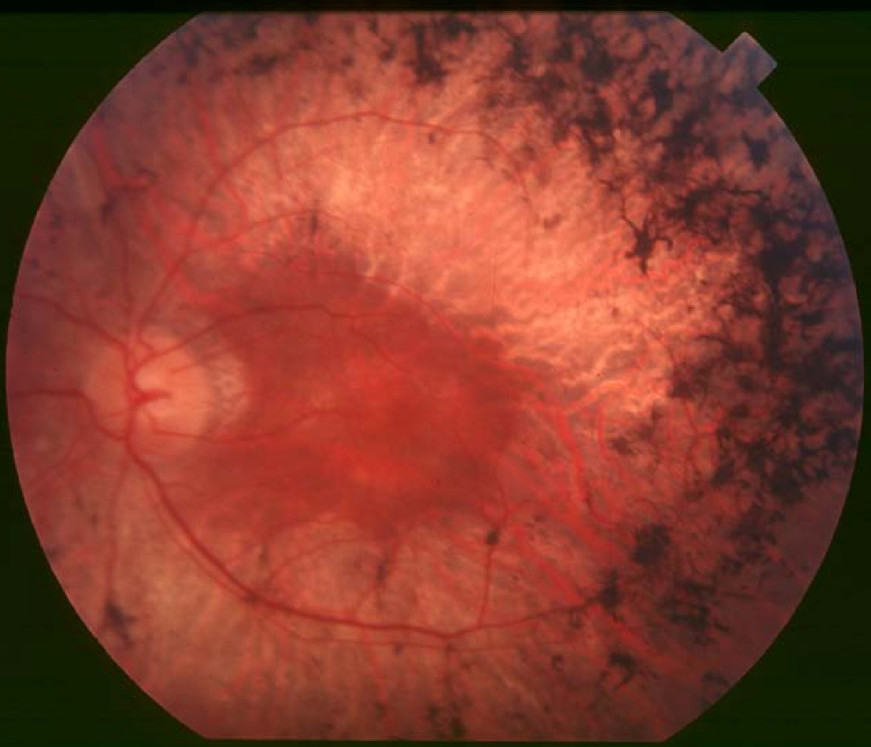
Dno oka pacjenta z barwnikowym zwyrodnieniem siatkówki (Retinopatia barwnikowa)

Po powrocie do Warszawy Melanowski pracował od maja 1918 roku do marca 1919 roku (początkowo jako wolontariusz) w Instytucie Oftalmicznym pod kierunkiem Walentego Kamockiego i Kazimierza Beina oraz w Zakładzie Anatomii Patologicznej UW pod kierunkiem Józefa Hornowskiego. W marcu 1919 został powołany do wojska i skierowany do armii gen. Hallera we Francji. W Paryżu zapoznał się z działaniem Kliniki Okulistycznej.
Wróciwszy do Warszawy pracował przez rok w Szpitalu Ujazdowskim na Oddziale Okulistycznym (pod kierunkiem W. Chodorowskiego i R. Sobańskiego), a następnie przez kilka miesięcy w Szpitalu Okręgowym w Grodnie (jako kierownik oddziału ocznego). Dzięki staraniom prof. Kazimierza Noiszewskiego uzyskał w 1921 roku zwolnienie z wojska i został zatrudniony w Uniwersytecie Warszawskim, w kierowanej przez Noiszewskiego Klinice Okulistycznej. W tej klinice zajmował kolejne stanowiska od młodszego asystenta do profesora, pracując równocześnie w Zakładzie Anatomii Patologicznej (kier. kolejno J. Hornowski i L. Paszkiewicz) i w Zakładzie Anatomii Prawidłowej (kier. E. Loth). W 1923 roku uzyskał stopień doktora medycyny (na podstawie pracy „Przyczynek do anatomii patologicznej jaskry”) i odbył staż w klinice okulistycznej w Bordeaux, a w 1924 roku zwiedzał kliniki w Pradze, Wiedniu i Zurychu. Został habilitowany w roku 1926 na podstawie pracy nt. „Badania kliniczne i anatomo-patologiczne nad zmianami w oczach w zapaleniu nerek” (praca nagrodzona przez Towarzystwo Lekarskie Warszawskie) i objął wykłady nt. „Podstawowe sposoby badania narządu wzroku”.
Od przejścia Noiszewskiego na emeryturę (1929) Melanowski pełnił obowiązki kierownika katedry (z wykładami z okulistyki) i Kliniki Ocznej, prowadząc równocześnie działalność naukową i wykłady dokształcające dla lekarzy. Zajmował się m.in. jaskrą, zaćmą, zapaleniem błony naczyniowej, w tym zapaleniem gośćcowym tęczówki, gruźlicą, jaglicą, kiłą, odwarstwieniem siatkówki, zezem. Badał problemy dziedziczności w okulistyce i powiązania między zmianami wzroku i zmianami np. w układzie nerwowym, moczowym, pokarmowym, krążenia. Propagował metody badań oraz problemy higieny (w tym higieny szkolnej) i ochrony zawodowej wzroku. Opracowywał liczne artykułu naukowe i uczestniczył w krajowych i zagranicznych konferencjach naukowych. W 1933 roku został profesorem tytularnym UW, a w grudniu 1934 roku wygrał konkurs na stanowisko dyrektora Instytutu Oftalmicznego im. Edwarda ks. Lubomirskiego (zajmował to stanowisko do 1945 roku).

### Okres II wojny światowej
W czasie obrony Warszawy (wrzesień 1939) Melanowski pracował w Szpitalu Ujazdowskim (jako kierownik oddziału ocznego), a w latach okupacji brał udział w tajnym nauczaniu – wykładał optykę okulistyczną (1941–1942) i dzieje okulistyki (1941–1942) w tajnej Szkole Jana Zaorskiego i w Uniwersytecie Ziem Zachodnich – wykłady opracował korzystając z bibliotek Instytutu Oftalmicznego i PTO). W czasie powstania warszawskiego już 2 sierpnia otrzymał rozkaz ewakuacji chorych i personelu Instytutu do gmachu Muzeum Narodowego; wieczorem tego dnia Niemcy podpalili budynek (zob. też – Zbrodnie niemieckie na warszawskim Powiślu (1944)). We wrześniu ewakuował Instytut został do Milanówka, a następnie do Grodziska.

### Lata po II wojnie światowej

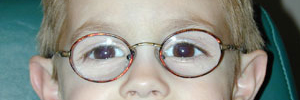
Akomodacyjna korekta zeza

W marcu 1945 Melanowski został wybrany na dyrektora Kliniki Ocznej UW i profesora nadzwyczajnego UW, gdzie pracował do emerytury (sierpień 1959). Od 29 listopada 1956 roku był profesorem zwyczajnym. Kontynuował badania naukowe, współpracując m.in. ze specjalistami słowackimi, francuskimi, brytyjskimi, niemieckimi; współpracował z Polskim Komitetem Normalizacyjnym (opracowanie norm z dziedziny optyki i okulistyki).
Zmarł w Warszawie, spoczywa na cmentarzu Powązkowskim (kwatera 30-6-28,29).

## Życie prywatne
14 listopada 1913 w Garwolinie ożenił się z Franciszką z Migdalskich. Na Syberii (Semipałatyńsk i Omsk) urodziły się dwie córki Melanowskich. Później mieli jeszcze dwie córki i syna, który zmarł jako noworodek.

## Stowarzyszenia i komitety naukowe
Władysław Melanowski był członkiem:
- Polskiego Towarzystwa Okulistycznego (od 1920),
- Towarzystwa Lekarskiego Warszawskiego (od 1925; wieloletni prezes, członek zarządu i sekretarz stały),
- Polskiego Towarzystwa Lekarskiego (członek honorowy),
- Towarzystwa Naukowego Warszawskiego, TLW (od 1946; czł. rzeczywisty od 1952; czł. zarządu i sekretarz sekcji lekarskiej),
- Poznańskiego Towarzystwa Przyjaciół Nauk (od 1947),
- redakcji czasopisma „Klinika Oczna” (wieloletni redaktor naczelny, a potem – redaktor honorowy),
- zagranicznych towarzystw okulistycznych: brytyjskiego, jugosłowiańskiego, francuskiego, czechosłowackiego, bułgarskiego (w trzech ostatnich – członek honorowy) oraz Międzynarodowej Federacji Towarzystw Okulistycznych.

Był od roku 1937 Delegatem Polski w Międzynarodowym Towarzystwie Walki ze Ślepotą.
Źródło:.

## Publikacje

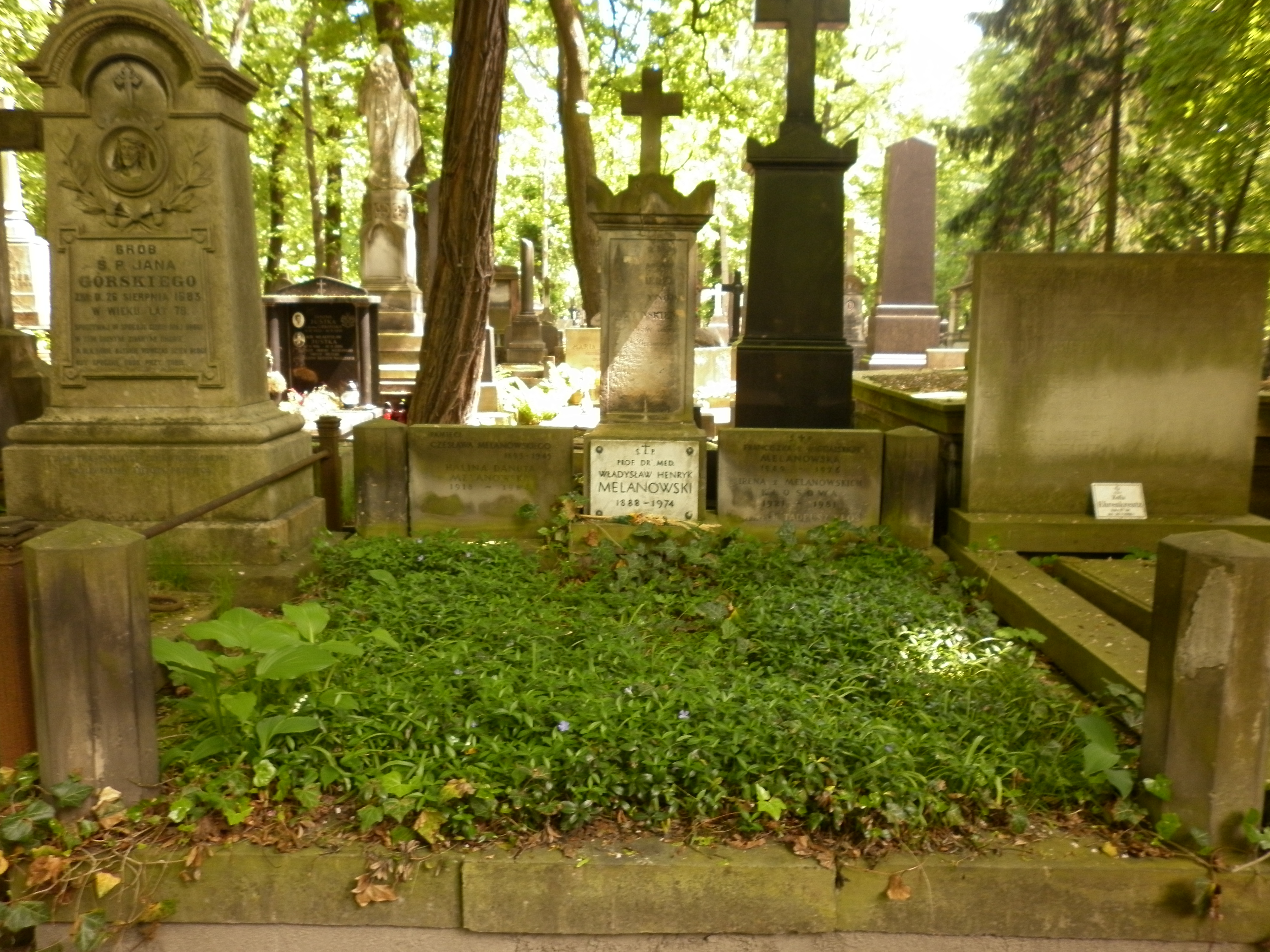
Grób Władysława Melanowskiego na cmentarzu Powązkowskim

Spośród ponad 250 publikacji Władysława Melanowskiego wyróżnia się wydawnictwa zwarte (prace własne i tłumaczenia z języków obcych), m.in.:
- „Krótki podręcznik chorób ocznych” (1921, tłum. z ang., autor: N. B. Harman),
- „Atlas anatomii patologicznej oka” (1927, współautor: J. Szymański),
- „Jaskra i zaćma” (1930; wyd. 2: „Zapalenie błony naczyniowej, jaskra i zaćma”, 1950),
- „Higiena i ochrona narządu wzroku” (1936, nagroda TLW),
- „Rys dziejów okulistyki w Polsce” (1948),
- „Dzieje Instytutu Oftalmicznego” (1948),
- „Optyka okulistyczna” (1950, nagroda PAU),
- „Okulistyka. Podręcznik dla studentów i lekarzy” (1951),
- „Choroby oczu. Leczenie i zapobieganie” (1951, wyd. 2 – 1954),
- „Oko a układ nerwowy” (1956),
- „Iconographia ophtalmologica” (1963, tłum. na ros. pracy B. Kozłowskiego),
- „Jaskra” (1956),
- „Fizjologia oka” (1968, tłumaczenie pracy F. H. Adlera),
- „Optyka okulistyczna w obliczeniach” (1971),
- „Dzieje okulistyki” (1972).

## Ordery i odznaczenia
- Krzyż Oficerski Orderu Odrodzenia Polski (14 lutego 1953)[9]
- Krzyż Walecznych (za bohaterską pracę w Szpitalu Ujazdowskim w 1939)
- Medal Pamiątkowy za Wojnę 1918–1921
- Medal 10-lecia Polski Ludowej (13 stycznia 1955)[10]
- Srebrny Medal za Długoletnią Służbę
- Krzyż Oficerski Orderu Świętego Sawy (Jugosławia, 1931)

Źródło:.

## Upamiętnienie
Środowisko akademickie wyraziło szacunek dla Władysława Melanowskiego m.in. organizując uroczyste posiedzenia Polskiego Towarzystwa Okulistycznego z okazji 40-lecia pracy lekarskiej i naukowej (1953) oraz z okazji 80-lecia urodzin (1968). W tym samym roku Rektor UW odznaczył prof. Melanowskiego Medalem 100-lecia Szkoły Głównej.
Dowodem trwałości pamięci o zasługach Melanowskiego jest zainteresowanie jego dorobkiem adeptów okulistyki. Świadczy o nim np. wydrukowany w 2011 roku w kwartalniku „Okulistyka” artykuł „Profesor Władysław Henryk Melanowski”, napisany przez Darię Kęcik – członka Studenckiego Koła Naukowego przy Klinice Okulistyki I Wydziału Lekarskiego Warszawskiego Uniwersytetu Medycznego – wspólnie z opiekunem Koła (dr Piotr Maciejewicz) i kierownikiem Zakładu (Dariusz Kęcik, prof. ndzw. WUM).